# Drahomila
Drahomila je ženské křestní jméno slovanského původu, ženská podoba k Drahomilovi. Jméno se skládá ze dvou částí složených slov drago („drahý“) a mil („milý“). Označovalo ono pravděpodobně, že jeho majitel je „drahý i milý“. Česká zdrobnělina je Drahuše.

## Domácké podoby
Draga, Draganka, Mila, Drahomilka, Mili

## Zahraniční varianty
- Drahomila – slovensky
- Dragomiła – polsky
- Dragoljuba – bulharsky
- Dragomila – srbochorvatsky

## Známí nositelé
- Drahomila Lydia Di Lotti, dcera české lekařky Vlasty Kálalové
- Drahomila Matejková, slovenská lekařka